# Betta simorum
Betta simorum es una especie de pez de agua dulce de la familia Osphronemidae. Es endémico de Indonesia. Es una especie incluida en la Lista Roja de la UICN y considerada vulnerable.

## Taxonomía
Betta simorum fue descrita por primera vez por los singapurenses Heok Hui Tan (ictiólogo) y Peter Kee Lin Ng (carcinólogo) y publicada en The Raffles Bulletin of Zoology v. 44 (no. 1): 143-155 en 1996.